# Chloroclystis nigrofasciata
Chloroclystis nigrofasciata är en fjärilsart som beskrevs av Karl Dietze 1910. Chloroclystis nigrofasciata ingår i släktet Chloroclystis och familjen mätare. Inga underarter finns listade i Catalogue of Life.